# Rue Agathoise
La rue Agathoise est une voie de Toulouse, chef-lieu de la région Occitanie, dans le Midi de la France.

## Situation et accès

### Description
La rue Agathoise est une voie publique. Elle traverse le quartier de Matabiau, dans le secteur 1 - Centre.
La chaussée compte une voie de circulation automobile à sens unique, de la rue de Bayard vers la rue Raymond-IV dans sa première partie, et de la rue Matabiau vers la rue Raymond-IV dans sa seconde partie. Elle appartient à une zone 30 et la vitesse y est limitée à 30 km/h. Il n'existe pas de piste, ni de bande cyclable, quoiqu'elle soit à double-sens cyclable.

### Voies rencontrées
La rue Agathoise rencontre les voies suivantes, dans l'ordre des numéros croissants (« g » indique que la rue se situe à gauche, « d » à droite) :
1. Rue de Bayard
2. Rue Guillemin-Tarayre (g)
3. Rue Raymond-IV
4. Rue Matabiau

## Odonymie
L'origine du nom de la rue n'est pas connue.

## Histoire
Au milieu du XIXe siècle, il existe déjà un chemin rural qui, depuis la rue du Faubourg-Matabiau (actuelle rue Matabiau), permet de desservir un domaine agricole. En 1878, la rue est véritablement aménagée et prolongée jusqu'à la rue de Bayard par Octave Coste. En 1893, sa veuve demande son classement et, en 1895 offre le sol de la rue à la ville.

## Patrimoine et lieux d'intérêt
- no  7 : maison (deuxième moitié du XIXe siècle)[3].
- no  21 : maison (premier quart du XXe siècle)[4].
- no  36 : maison (Étienne Gazagne, deuxième moitié du XIXe siècle)[5].
- no  37 : maison Fabre (1929)[6].